# Kerk van Wehe
De Hervormde kerk van Wehe is een kerkgebouw in het dorp Wehe-den Hoorn in de Nederlandse provincie Groningen, dat niet meer als godshuis in gebruik is. De kerk is aangewezen als rijksmonument en is eigendom van de Stichting Oude Groninger Kerken.

## Beschrijving

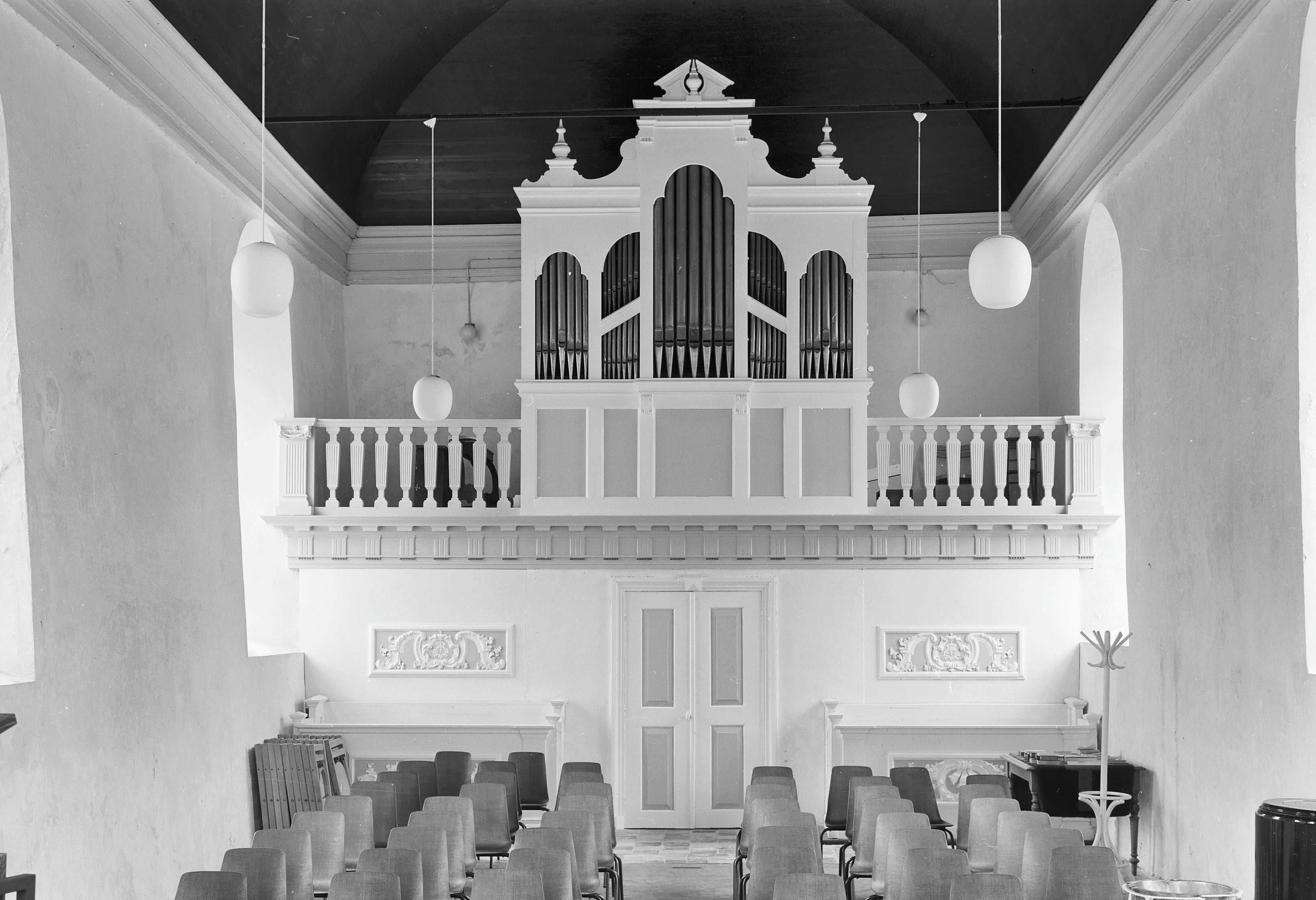
Het orgel van Jan Doornbos uit 1923

De kerk is in 1880 bepleisterd, waardoor moeilijk is te zien dat het om een middeleeuws gebouw gaat. De kerk is in het tweede kwart van de dertiende eeuw gebouwd. De kerktoren is jonger en is in 1656 verhoogd. Het kerkorgel uit 1839 van Abraham Meere werd in 1923 vervangen door een nieuw instrument van Jan Doornbos, die daarin een combinatie van nieuwe en oude orgelpijpen verwerkte. 
Het gebouw is tegenwoordig in gebruik als cultureel centrum. Het houten gewelf is beschilderd door Wout Muller en Matthijs Röling. 